# Geradschwanzdrongo
Der Geradschwanzdrongo (Dicrurus ludwigii) ist eine Vogelart aus der Familie der Drongos.
Die lateinische Namensbezeichnung bezieht sich auf Baron von Ludwig.
Er kommt im südlichen Afrika vor in Angola, der Demokratischen Republik Kongo, in Guinea-Bissau, Kenia, Malawi, Mosambik, Sambia, Simbabwe, Somalia, Südafrika, Eswatini und Tansania.
Das Verbreitungsgebiet umfasst eine Vielfalt von Waldgebieten, gerne an Waldrändern, Schneisen, Lichtungen bis 2000 m Höhe.

## Beschreibung
Der Geradschwanzdrongo ist 18 bis 19,6 cm groß und wiegt 25 bis 35 g und damit der kleinste afrikanische Drongo mit nur leicht gegabeltem, nahezu rechteckig endenden Schwanz von 85–95 mm Länge. Die Geschlechter unterscheiden sich nicht. Der Drongo ist durchgehend schwarz. Im Gegensatz zum größeren Trauerdrongo hat er keinen blassen Flügelfleck. Die Nominatform hat scharlachrote Augen. Jungvögel sind stumpf, bräunlich auf den Flügeldecken gefleckt und heller gestreift auf der Unterseite.

## Stimme
Der Ruf des Männchens wird als ruffreudig mit ausgedehntem Repertoire an wiederholten Rufen wie "tyip-tyip" beschrieben.

## Geografische Variation
Es werden folgende Unterarten anerkannt:
- D. l. saturnus Clancey, 1976 – Angola, Demokratische Republik Kongo (Katanga) und Sambia
- D. l. muenzneri Reichenow, 1915 – Somalia, Kenia und Tansania
- D. l. tephrogaster Clancey, 1975 – Malawi, Simbabwe und Mosambik
- D. l. ludwigii (A. Smith, 1834) – englisch Square-tailed Drongo, Nominatform – Mosambik, Südafrika und Eswatini

Zusätzlich führt HBW noch auf (eventuell sei es aber eine separate Art):
- D. l. sharpei Oustalet, 1879 – englisch Sharpe’s Drongo

In Avibase ist dies als Dicrurus sharpei eine eigene Art.

## Lebensweise
Die Nahrung besteht aus Insekten, im Wesentlichen Nachtfalter, Wanderheuschrecken, Fangschrecken, ·Käfer, Termiten.
Die Brutzeit liegt zwischen Februar und Juni nördlich des Äquators und zwischen September und April südlich davon.

## Gefährdungssituation
Der Bestand gilt als nicht gefährdet (Least Concern).